# Лесной (Исаклинский район)
Лесной — поселок в Исаклинском районе Самарской области в составе сельского поселения Большое Микушкино.

## География
Находится на расстоянии примерно 17 километров на юг-юго-восток от районного центра села Исаклы.

## Население
Постоянное население составляло 97 человек (русские 53 %, чуваши 30 %) в 2002 году, 62 в 2010 году.